# 1866 en Suisse
Chronologie de la Suisse
- 1862
- 1863
- 1864
- 1865
- 1866
- 1867
- 1868
- 1869
- 1870

Cette page concerne l'année 1866 du calendrier grégorien en Suisse.

## Gouvernement au1erjanvier 1866p
- Conseil fédéral[1]
  - Melchior Josef Martin Knüsel (PRD), président de la Confédération
  - Constant Fornerod (PRD), vice-président de la Confédération
  - Jakob Dubs (PRD)
  - Friedrich Frey-Herosé (PRD)
  - Karl Schenk (PRD)
  - Jean-Jacques Challet-Venel (PRD)
  - Wilhelm Matthias Naeff (PRD)

## Évènements

### Janvier
Dimanche 7 janvier 
- Décès à Lausanne, à l’âge de 43 ans, du paléontologue Charles-Théophile Gaudin.

 Dimanche 14 janvier 
- Votations fédérales. La loi sur les poids et mesures est rejetée par 12 ½ cantons contre 9 ½, bien qu’elle ait été acceptée au suffrage populaire (159 182 oui contre 156 396 non).
- Votations fédérales. Le peuple approuve, par 170 032 oui (53,2 %) contre 170 032 non (46,8 %), l’égalité politique et la liberté d’établissement pour les Juifs et les citoyens naturalisés.
- Votations fédérales. Le peuple rejette, par 181 441 non (56,9 %) contre 137 321 oui (43,1 %), le droit de vote dans les affaires communales.
- Votations fédérales. Le peuple rejette, par 189 830 non (60,1 %) contre 125 924 oui (39,9 %), l’imposition des citoyens établis.
- Votations fédérales. Le peuple rejette, par 165 679 non (51,9 %) contre 153 469 oui (48,1 %), le droit de vote dans les affaires cantonales.
- Votations fédérales. Le peuple rejette, par 162 992 non (50,8 %) contre 157 629 oui (49,2 %), la liberté de conscience et des cultes.
- Votations fédérales. Le peuple rejette, par 208 619 non (65,8 %) contre 108 364 oui (34,2 %), l’exclusion de certaines peines.
- Votations fédérales. Le peuple rejette, par 177 386 non (56,3 %) contre 137 476 oui (43,7 %), la garantie de la propriété des œuvres artistiques et littéraires.
- Votations fédérales. Le peuple rejette, par 176 788 non (56,0 %) contre 139 062 oui (44,0 %), l’interdiction des loteries.

### Mars
Mardi 6 mars 
- Décès à Aarau (AG), à l’âge de 86 ans, du médecin et philosophe Ignaz Paul Vital Troxler.

 Mardi 13 mars 
- Décès à Berne, à l’âge de 85 ans, du lexicographe Karl Jakob Durheim.

### Avril
Jeudi 19 avril 
- Décès à Zurich, à l’âge de 43 ans, du journaliste Karl Morel.

### Juin
Vendredi 1er juin 
- Le général Henri Dufour et le conseiller fédéral Jakob Dubs lancent un appel en faveur d'un comité central de secours aux soldats blessés, acte fondateur de la Croix-Rouge suisse.

### Septembre
Lundi 3 septembre 
- Ouverture à Genève du 1er Congrès de la Première internationale des travailleurs.

### Octobre
Lundi 22 octobre 
- Inauguration de la nouvelle Académie de Neuchâtel.

 Jeudi 25 octobre 
- Décès à Lucerne, à l’âge de 73 ans, de l’historien et écrivain Josef Kopp.

### Décembre
Jeudi 6 décembre 
- Décès à Unterbäch (VS), à l’âge de 89 ans, de l’entrepreneur et officier Christian Gattlen.

 Samedi 8 décembre 
- Élection au Conseil fédéral d’Emil Welti (PRD, AG).